# Nílusi víziló
A nílusi víziló (Hippopotamus amphibius) az emlősök (Mammalia) osztályának párosujjú patások (Artiodactyla) rendjébe, ezen belül a vízilófélék (Hippopotamidae) családjába tartozó faj.
Nemének egyetlen élő és egyben típusfaja is.

## Származása
Nevük ellenére nem a lovak a legközelebbi rokonai, de nem is a disznófélék, bár sokáig a legtöbben így vélték, egyebek közt a bikák röfögésre emlékeztető hangja miatt. A DNS-ek összehasonlításából meglepetésre kiderült, hogy legközelebbi rokonaik a cetek (Cetacea); emiatt manapság a vízilovakat és a ceteket a Whippomorpha nevű alrendbe foglalják össze. Még meglepőbb azonban, hogy Ernst Haeckel 1866-ban kiadott törzsfája a vízilovakat a cetek közeli rokonaiként ábrázolja. Máig sem tudni, Häeckel hogyan jutott erre a (helyes) következtetésre.

## Előfordulása
Az utolsó jégkorszak előtt Észak-Afrikában és Európában is sok helyütt éltek. Hidegebb éghajlaton is honosak voltak, ha a víz télen sem fagyott be. Ma már Egyiptomból is eltűnt, ahol a történelmi időkben még nagy számban megtalálható volt. Bár nílusi vízilónak hívjuk, mára már a Nílusból is kihalt. Ma már csak nagyobb tavakban, gyenge sodrású folyamokban él, illetve ezek partján.
Uganda, Szudán, a Kongói Demokratikus Köztársaság északi részének, Etiópia, Gambia, Tanzánia, Mozambik, Botswana, Dél-afrikai Köztársaság, Zambia és Zimbabwe tavaiban, folyóiban lelhető fel.
Kolumbiába betelepítették.

## Megjelenése

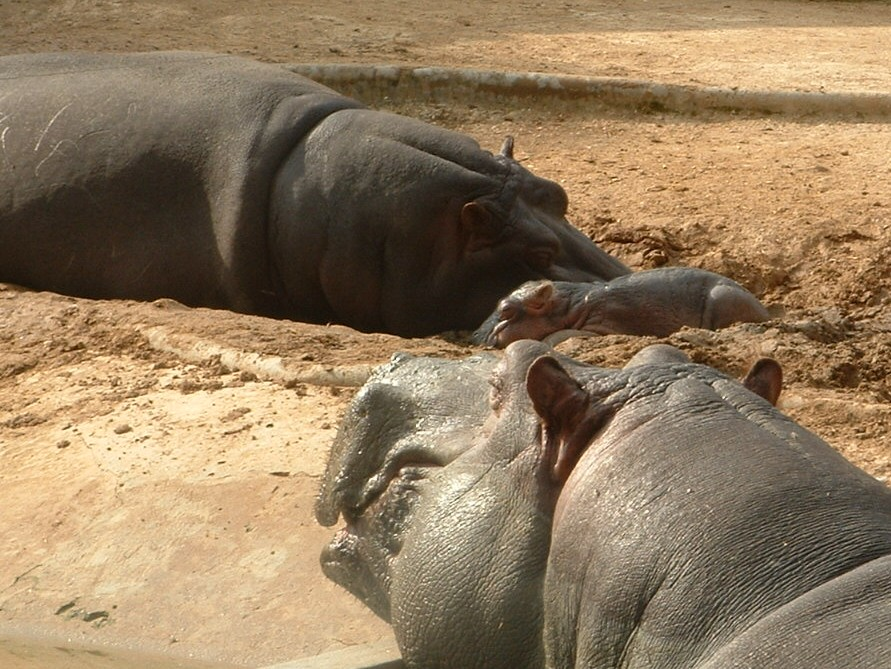
Két víziló és egy vízilóborjú a lisszaboni állatkertben

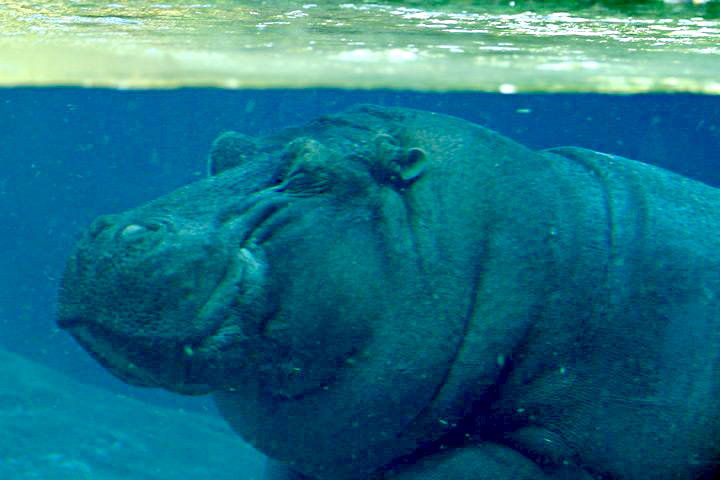
Víz alá merült víziló

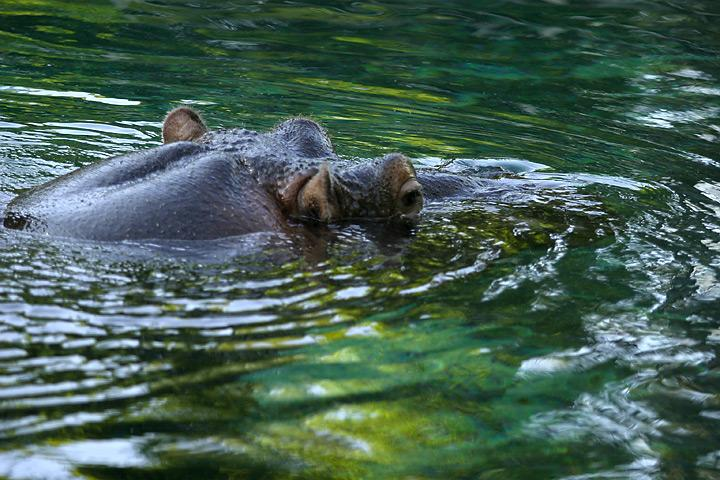
A víziló szeme a feje tetején van, így kémleléshez alig kell kidugnia a vízből

Átlagosan 3,5 méter hosszú, és 1,5 méter marmagasságú, nőstényeknél 1300 kilogramm, hímeknél 1500 kilogramm testtömegű állat. Az öregebb hímek ennél jóval nagyobbra is megnőhetnek, tömegük a 2660–3200 kilogrammot is elérheti. A legnagyobb példány, amelyről hiteles adatok állnak rendelkezésre, a Müncheni Állatkertben élt, tömege 4500 kg volt, a vadon élő példányok azonban nem érnek el ekkora méretet. Teste csaknem teljesen csupasz, de a farok végén egyfajta szőrbojt figyelhető meg, és erős szőrszálak vannak a szájnyílás környékén is. Hatalmas szájában több fog is agyarrá módosult, amelyek nem ritkán 40–70 centiméter hosszúra is megnőhetnek.
A hímek egész életük során nőnek, míg a nőstények 25 éves korukra általában elérik végleges méretüket. A tehenek kisebbek, mint a bikák.
Nagy tömegük ellenére is gyorsabban futnak az embernél. 
A szemük, a fülük és az orruk is a koponya tetején található, így nem kell kiemelni a fejüket a vízből, hogy lássanak, halljanak, illetve levegőt tudjanak venni. Így védekeznek a napsütés ellen, valamint egyéb módon, amit szokás olykor „véres verejtéknek” nevezni, noha ez se nem vér, se nem verejték. Ez az anyag színtelenül választódik ki az állat testfelületére, ott narancssárgás-vöröses színű lesz percek alatt, majd végül bebarnul.
Sok jellemzőjük van, ami a speciális vízi életmódra utal. A csupasz test, a faggyúmirigyek hiánya, az úszóhártya stb.

## Életmódja
Nappal tipikusan alszanak, éjszaka aktívak, ekkor keresik táplálékukat. Szinte kizárólag növényeket esznek, de újabb kutatások szerint olykor állati eredetű táplálék is kerül a többrekeszes gyomrukba. Aszály idején képesek akár 50 km-t is megtenni naponta, hogy táplálékot keressenek. Átlagosan 50 kg-ot esznek naponta.
A sekély vizeket kedvelik, és bár úgy tűnik, hogy úsznak, többnyire állnak a vízfenéken.
A kifejlett állatok 3-5 percenként jönnek fel a felszínre levegőt venni, ez a borjak esetében 2-3 perc. Ez a folyamat automatikus, olyannyira, hogy a víz alatt alszanak, és ekkor is a felszínre bukkannak a megfelelő időközönként anélkül, hogy felébrednének. Víz alá merüléskor orrnyílásukat bezárják.
Általában ártalmatlan állatok, de veszélyessé válhatnak, ha elvágják a vízhez visszavezető útvonalukat, vagy veszélyeztetve érzik kicsinyüket.

## Szaporodása
Az egész év során képesek szaporodni, de februárban és augusztusban erősen megnő a vehembe esések száma, aminek következtében az esős időszakban, vagyis októberben és áprilisban legnagyobb az ellések száma. A tehén 3 napig folyat, ezalatt kell a bikának megtermékenyítenie.
A vemhesség 227-240 napig tart. Az újszülött a víz alatt jön a világra, 27 és 50 kg közti tömeggel. Torpedószerűen lökődnek ki anyjuk testéből. Szinte mindig egy utód születik, de megfigyeltek már ikerszülést is. A hímek 6 és 14, a nőstények 7 és 15 éves koruk között érik el az ivarérettséget. A borjak 6-9 hónapos korukig szopnak, többnyire a víz alatt, de megfigyeltek már parton szopó kicsiket is. A kis vízilovak rendszeresen láthatók a mamájuk hátán, ha a víz még túl mélynek bizonyul a számukra. Egyébként a víziló előbb tanul meg úszni, mint járni. Körülbelül 40 évig élnek.

## Magyarország állatkertjeiben élő példányok
Magyarországon három állatkertben él nílusi víziló: Budapesten Tücsök és Jusztina, Debrecenben Szigfrid és Linda, Pécsett pedig Bálint és Ágnes.

### Fővárosi Állat- és Növénykert
Az 1893-ban kialakított első vízilómedence a jelenlegi vízilókifutó és a flamingók kifutója közötti sétány helyén állt.
Az 1909 és 1912 közötti átépítés során megépült az „Elefántház” (hivatalosan Vastagbőrűek háza) és egy új medence.
A vízilovak 1912 óta az Elefántházban laknak, de az ahhoz kapcsolódó új medence kicsinek bizonyult, ráadásul az állatokat sem lehetett benne jól látni.
1932-ben Nadler Herbert és Anghi Csaba kezdeményezésére alakították ki a ma is használt medencét.
Az Elefántházat azóta többször korszerűsítették, a belső medencét 1999-ben felújították.
Érdekesség, hogy az Elefántház eredeti tornyát 1915-ben le kellett bontani, mert az Oszmán Birodalom azzal fordult a külügyminisztériumhoz, hogy a kupola sértő számukra. Mivel az első világháborúban a törökök a Monarchia szövetségeseként harcoltak, így a kérésüket teljesítették. 1999-ben a jelenlegi kupolát az eredeti tervek alapján építették meg (előtte óvatosságból egyeztettek a Budapesti Iszlám Közösséggel).
A medencék feltöltéséhez az 1930-as évek vége óta a Széchenyi gyógyfürdő termálvizét használják: a 2-es kúttól (Szent István-forrás) csővezeték vezet a vízilovak külső és belső medencéjéhez (mivel a feltörő termálvíz túl forró volna, így hideg vízzel keverve).
Korábban tudományos munkában is megjelent, hogy a budapesti vízilovak rendkívüli termékenysége „nem kis mértékben a Széchenyi fürdő termálvízének köszönhető”.
Napjainkban Hanga Zoltán úgy nyilatkozott, hogy bár nem bizonyítható, de „amióta belekeverik az állatok vizébe, egyértelműen számottevő a különbség a világ más állatkertjeinek termékenységével szemben”.

### Nagyerdei Kultúrpark
Debrecenben korábban a vízilovak medencéjét gyógyvízzel töltötték fel; a szomszédos fürdőt egy csővezeték kötötte össze a parkkal. Mivel a víz szállítására használt cső az ezredforduló táján tönkrement, így azóta megszűnt ez a lehetőség.

### Pécsi Állatkert és Akvárium-Terrárium
Az Akvárium-Terrárium 1985-ös Munkácsy Mihály utcába történő átköltöztetésével felszabadult az állatkert területén lévő régi épület. Közel 10 évvel később lett lehetőség az épület átépítésére, ekkor döntötték el, hogy vízilóházzá alakítják. Első lakója 1994-ben Bálint volt.
Bálint mind a vízilóházban kialakított belső medencét, mind az ahhoz kapcsolódó kifutóját időről időre kinőtte, így azt a meglévő épület nyújtotta lehetőségeken belül többször is bővíteni kellett.
A nyarakat nem a vízilóházban, hanem egy kis medencével ellátott külső kifutóban töltötte, de idővel már ez is szűkösnek bizonyult.
Mivel éveken át folyt a vita az állatkert átépítése, esetleges áttelepítése témájában, így ennek lezárultáig nem volt lehetőség az állatkert fejlesztésére. A kérdés eldőlése után megkezdődhetett egy teljesen új, tágas medencével és hozzá tartozó szárazföldi résszel rendelkező, a régi vízilóházhoz kapcsolódó vízilókifutó építése, amely 2007-ben készült el.
Az állatkert teljes átépítése során a régi vízilóház is átépítésre és kibővítésre került; rossz idő esetén a látogatók az épületben, biztonsági üvegen keresztül figyelhetik az állatokat.

## Kultúra

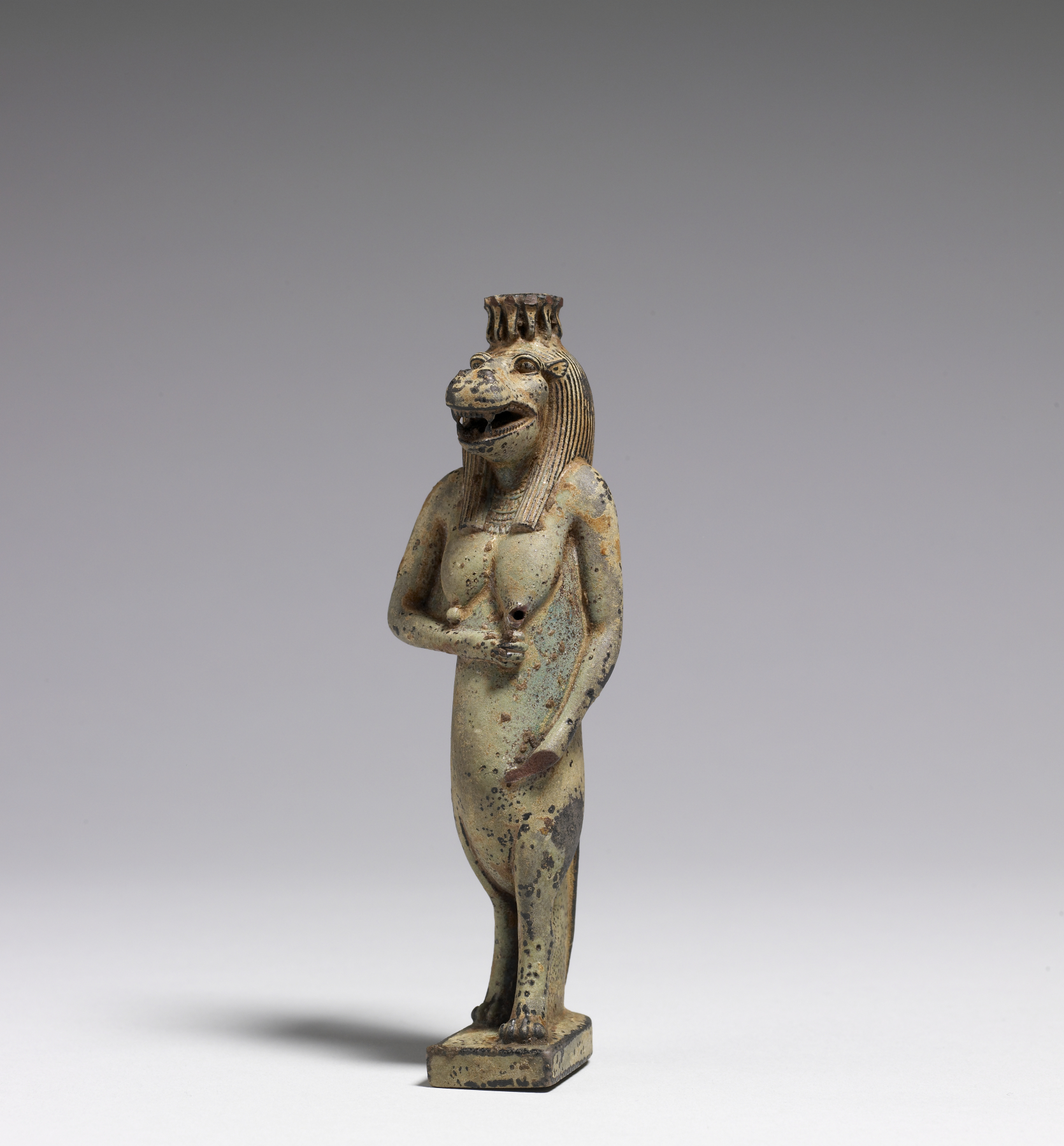
Tauret istennőt ábrázoló szobor a Ptolemaida-dinasztia korából

A víziló bumfordi alakja miatt szintén gyakori szereplője az állatszereplős mesekönyveknek és rajzfilmeknek, ahol jellemző tulajdonságokként általában a nagy testmérete, tömege és a szája van kihangsúlyozva.
Az ókori Egyiptomban királyi időtöltés volt a vízilóvadászat, egyes feltételezések szerint Tutanhamon fáraó halálát egy félresikerült vízilóvadászat okozhatta. Számos ábrázoláson láthatóak vízilovak, nem csak a vadászat közben, hiszen amellett, hogy vadásztak rájuk, tisztelték is őket: az egyiptomi vallás egyik népszerű házi istenét, a terhes anyákat és a gyermekeket óvó Tauret istennőt krokodilfejjel és vízilótesttel ábrázolták.

## Érdekesség
- 1893-ban került az első víziló a Budapesti Állatkertbe, amely állítólag a maga idejében Európa legnagyobb[10] vízilova volt, és tekintélyes kort ért meg, 1917 novemberében pusztult el.
- Vastag bőréből készül a hírhedt vízilóbőrkorbács, amely sok afrikai ország rendőrségénél még ma is rendszeresítve van.